# 亀茲
亀茲（きじ、きゅうし、拼音：Qiūzī）は、かつて中央アジアに存在したオアシス都市国家。現在の中華人民共和国新疆ウイグル自治区アクス地区クチャ市（庫車市）付近にあたり、タリム盆地の北側（天山南路）に位置した。丘茲・屈茲とも書かれ、玄奘の『大唐西域記』では屈支国（くつしこく）と記されている。

## 歴史
文献は中国の歴史書に基づくため、以下、中国の王朝と照らし合わせて述べる。

### 前漢の時代

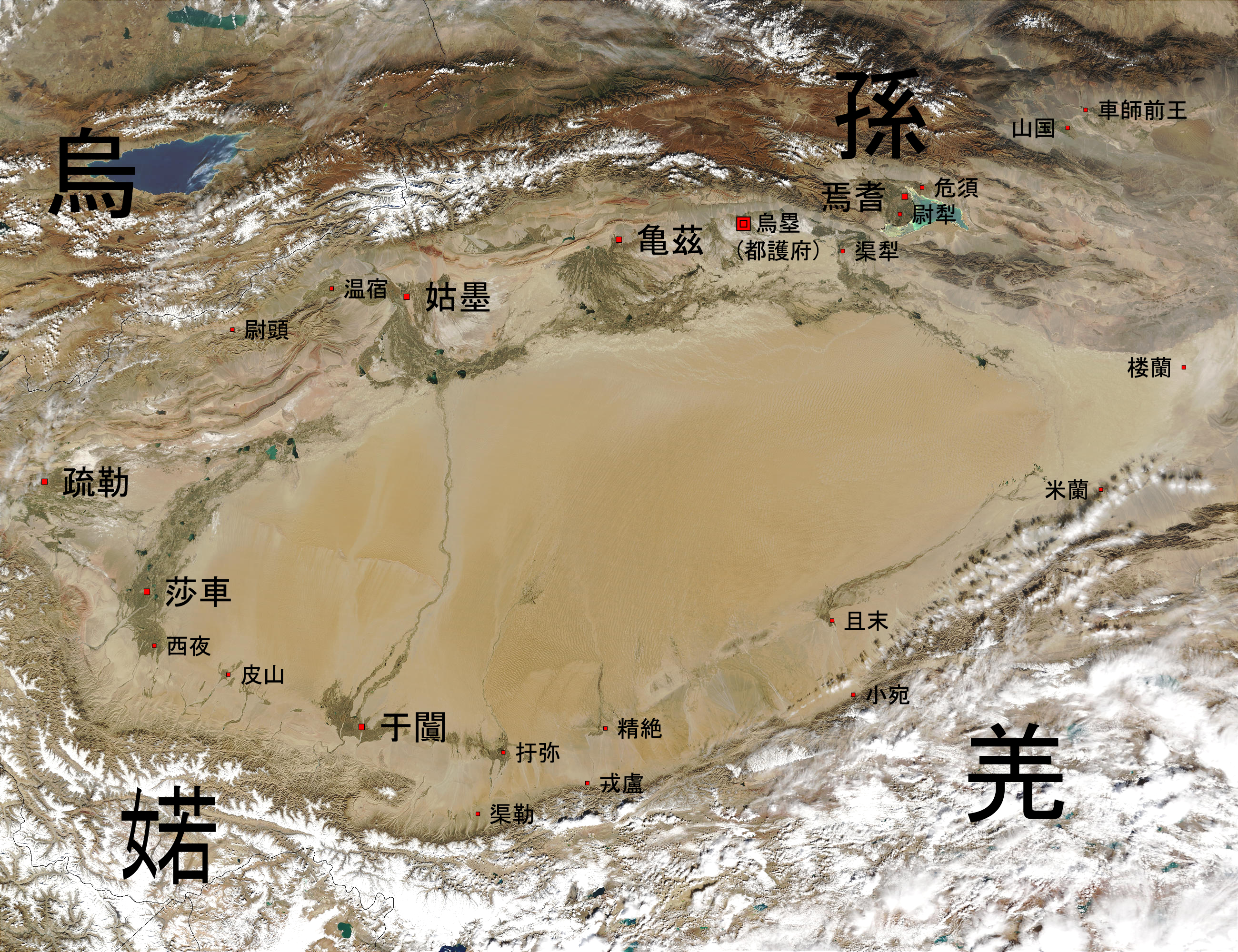
紀元前1世紀の西域諸国。

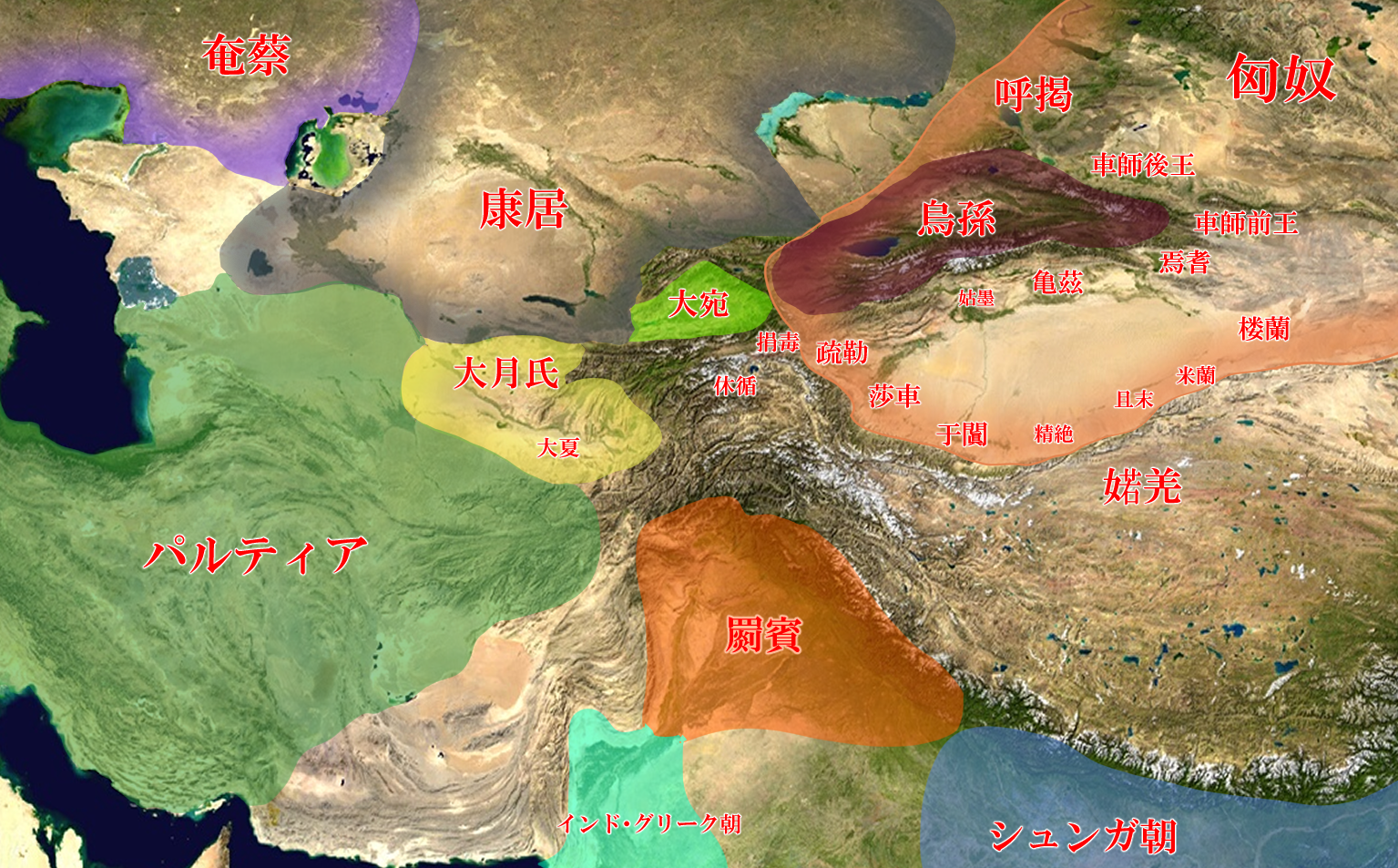
紀元前2世紀頃の中央アジアの地図

匈奴の冒頓単于はモンゴル高原を統一すると、次いでトルファン盆地、さらにはタリム盆地の城郭都市をもその支配下に置いた。亀茲国は他の西域諸国とともに匈奴の属国となり、匈奴の西辺日逐王は僮僕都尉を置いて西域を統領させ、常に焉耆国・危須国・尉犁国の間に駐屯し、西域諸国に賦税して富給を取った。
前漢の武帝（在位：前141年 - 前87年）の時代になると、匈奴の力が衰え、河西回廊からタリム盆地は前漢の支配下となり、亀茲国も漢に従属する。
太初3年（前102年）、弐師将軍の李広利が大宛を撃ち、拘弥国を通過して還るところ、拘弥国が太子の頼丹を人質として亀茲国に送ろうとしていた。そこで李広利は「諸外国は皆漢に臣属したのに、亀茲はなぜ拘弥から人質をもらうのだ？」と亀茲国を責め立て、頼丹を京師に連れて帰った。昭帝（在位：前86年 - 前74年）は桑弘羊の前議を用いて、拘弥太子の頼丹を校尉将軍とし、輪台で屯田させようとした。亀茲貴人の姑翼は亀茲王に「頼丹はもともと我が国の臣属であったのに、今漢の印綬をおびて我が国に迫って屯田しようとしています。これは必ず害となりましょう」と言い、亀茲王はすぐに頼丹を殺し、漢に上書して謝った。しかし、このとき漢はすぐに亀茲国を征伐できなかった。
宣帝（在位：前74年 - 前49年）の時期になり、長羅侯常恵は烏孫から帰還すると、好機とみて諸国兵5万人を合わせて亀茲国に攻め入り、以前、頼丹を殺したことを責めた。亀茲王は謝って姑翼を捕えて常恵に突き出し、常恵はこれを斬った。時に烏孫公主（楚主解憂）が鼓琴を学ばせるため娘を京師に来させていたので、漢は侍郎の楽奉を遣わして烏孫公主の娘を送り帰らせた。亀茲国は以前、使者を烏孫に送って烏孫公主の娘を娶ることを求めたが実現できていなかった。楽奉らが亀茲国を通過したとき、烏孫公主の娘が亀茲国を通過したとあって、亀茲王は烏孫公主の娘を留めて、ふたたび使者を烏孫公主に送って求婚した。烏孫公主はこれを許可した。後に烏孫公主は上書して娘に入朝させることを願い、亀茲王の絳賓（こうひん）はまたその夫人を愛でて、上書して漢の外孫を得て昆弟とし、烏孫公主の娘と共に入朝することを願った。
元康元年（前65年）、亀茲王の絳賓と夫人は漢に入朝し印綬を賜わった。夫人は公主と号し、車騎旗鼓・歌吹数十人・綺繡・雑繒・琦珍などおよそ数千万を賜う。絳賓と夫人は且に一年留まってから帰国した。その後も数回漢に入朝し、漢の衣服制度を楽しんだ。帰国すると、絳賓は宮室を治め、漢のような暮らしをした。絳賓が死ぬと、その子の丞徳（しょうとく）は自ら漢の外孫と称し、成帝・哀帝の時期に数回漢に往来したので、漢はこれを厚遇して親密となった。

### 新の時代
天鳳2年（15年）、新の王莽は五威将の王駿・西域都護の李崇を派遣して戊己校尉の郭欽を率いさせて西域に出兵させた。西域諸国は皆郊外で出迎え、兵士に穀を送ったが、焉耆国が詐降して兵を集めて自衛したので、王駿らは莎車国・亀茲国の兵7千余人を率い、数部に分かれて焉耆国に入った。焉耆国は伏兵で王駿らを遮り、姑墨国・尉犁国・危須国の兵も寝返ったので、共に王駿らを襲撃して皆殺しにした。戊己校尉の郭欽は別働隊を率いており、遅れて焉耆国に到着したため、焉耆国の兵がまだ還ってこないうちにその老弱を攻撃して殺し、帰還した。王莽は郭欽を封じて剼胡子とした。西域都護の李崇は余士を収めて、亀茲国を維持して帰還した。数年後、王莽が死に、李崇も没すると、西域と中国との交通は途絶えた。

### 後漢の時代

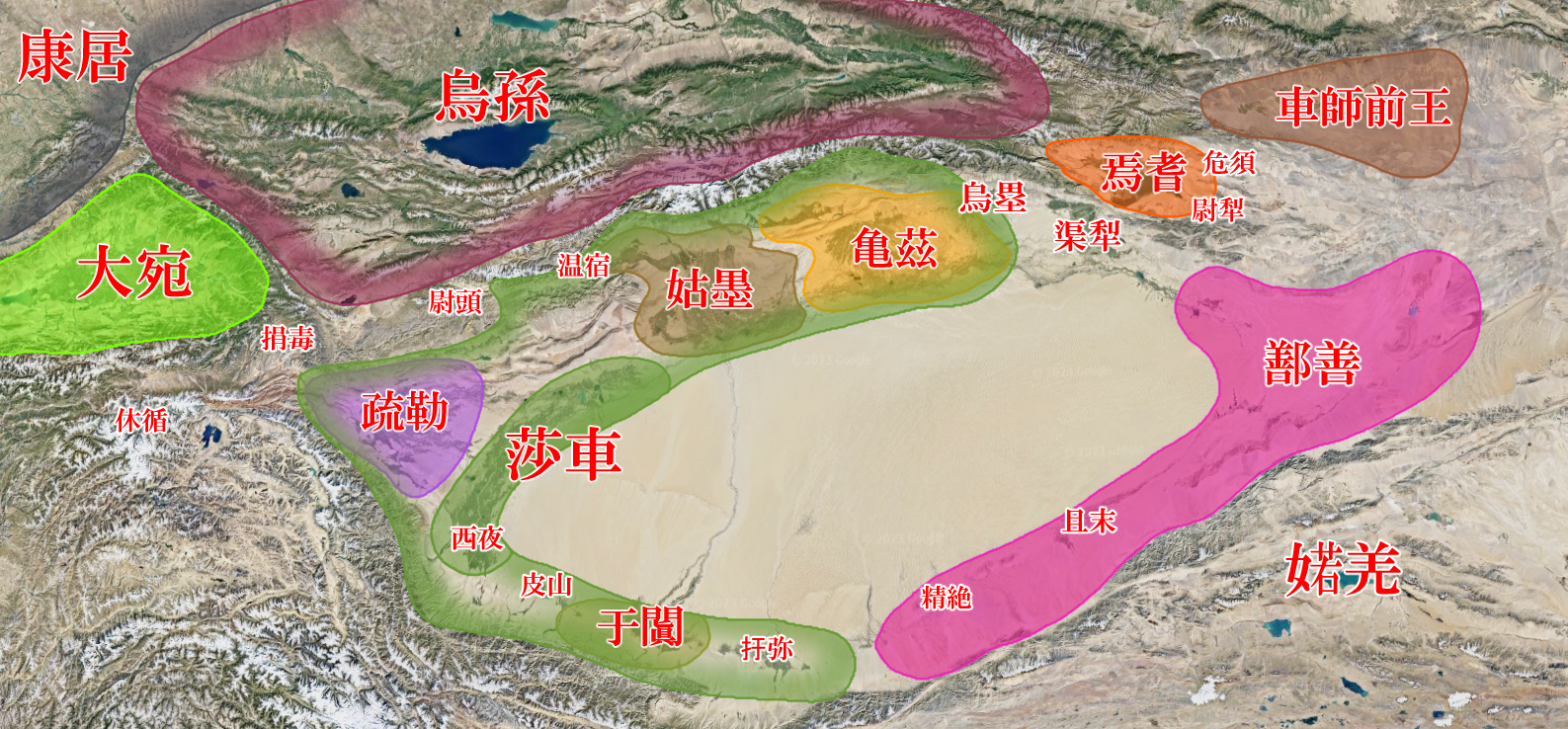
1世紀のタリム盆地

建武14年（38年）、莎車王の賢は鄯善王の安と後漢に朝貢し、西域と漢はふたたび国交を結んだ。葱嶺（パミール高原）以東の諸国は皆賢に服属した。
建武17年（41年）、賢はふたたび漢に朝貢し、以前のように西域都護を置くよう請うた。そこで、光武帝（在位：25年 - 57年）は賢に西域都護の印綬を賜わったが、敦煌太守の裴遵が「夷狄に大権を仮すべきではありません」と上書したため、詔書で西域都護の印綬を返還させ、賢には漢大将軍の印綬を賜わった。しかし、裴遵がこれを迫奪したため、賢は漢を恨むようになった。そして、賢は大都護と詐称し、西域諸国を服属させ、さらに単于と号した。賢は周辺国に重税を課し、亀茲諸国を何度か攻撃したので、諸国は賢を恐れた。
建武22年（46年）、賢は西域都護が派遣されないのを知ると、鄯善王の安に漢道の遮断を命令した。安はその命令を無視して賢の使者を殺した。賢は大いに怒り、兵を発して鄯善を攻撃した。安は迎撃したが敗北し、山中に逃げ込んだ。賢は千余人を殺略して退去した。その冬、賢はふたたび亀茲王を攻め殺し、遂に亀茲国を併合した。鄯善・焉耆諸国の侍子は久しく敦煌に留まっており、鄯善王は上書し、ふたたび遣子入侍と、西域都護の派遣を請願した。しかし、それでも西域都護は派遣されないので、今度は匈奴に救いを求め、鄯善・車師はふたたび匈奴に附くこととなった。
嬀塞王が賢の使者を殺したので、賢はこれを撃ち滅ぼし、その国の貴人である駟鞬（しけん）を立てて嬀塞王とした。さらに賢はその子の則羅（そくら）を立てて亀茲王とした。賢は則羅が年少なので、亀茲国から分けて烏塁国とし、駟鞬を烏塁王に移し、別の貴人を立てて嬀塞王とした。数年して、亀茲国人は共に則羅と駟鞬を殺し、匈奴に遣使を送って立王を請願した。匈奴は亀茲貴人の身毒（シンドゥ）を立てて亀茲王とし、亀茲はこれによって匈奴に服属した。
于窴国相の蘇楡勒（そゆろく）らは共に休莫覇（きゅうばくは）の兄の子の広徳を立てて王とした。匈奴は亀茲諸国と共に莎車国を攻撃し、広徳は弟の輔国侯の仁を派遣して賢を攻めた。賢は遣使を送って広徳と和睦し、広徳は兵を引いた。明年、莎車相の且運らは賢の驕暴を患い、密かに謀反を起こして于窴国に降った。于窴王の広徳は諸国の兵3万人を率いて莎車国を攻撃。賢は城を守っていたが、広徳の挑発に乗り、出てきたところを捕えられた。于窴国は莎車国を併合し、賢は数年後に殺された。
匈奴は広徳が莎車国を滅ぼしたと聞き、五将を遣わし焉耆・尉犁・亀茲15国の兵3万で于窴国を包囲した。広徳は降伏し、その太子を人質とし、匈奴に服属した。冬、匈奴はふたたび兵を遣わし、賢の質子の不居徴を立てて莎車王とし、広徳はまたこれを攻め殺し、その弟の斉黎を立てて莎車王とした。
永平16年（73年）、匈奴に立てられた亀茲王の建は疏勒王の成を攻め殺し、亀茲左侯の兜題を疏勒王とした。冬、漢は軍司馬の班超を派遣して兜題を捕え、成の兄の子である忠を立てて疏勒王とした。
永平18年（75年）、明帝が崩御すると、焉耆国と亀茲国は西域都護の陳睦・副校尉の郭恂を攻撃して殺し、匈奴と車師国は戊己校尉を包囲した。
永元3年（91年）、班超は遂に西域を平定し、西域都護となって、白覇を亀茲王に拝し、司馬の姚光にこれを送らせた。班超は姚光と共に亀茲廃王の尤利多を脅して白覇を立て、姚光に尤利多を京師まで送還させた。班超は亀茲国の它乾城に常駐し、長史の徐幹は疏勒国に駐屯した。
延光3年（124年）1月、西域長史の班勇は楼蘭に至り、鄯善をもって帰附させた。亀茲王の白英は姑墨国と温宿国を率いて班勇に投降した。班勇はよってその兵を発して車師前王庭に到達し、匈奴の伊蠡王を伊和谷で敗走させ、前部5000余人を捕え、ここにおいて車師前部はふたたび開通し始める。
建寧5年（172年）、涼州刺史の孟佗は従事の任渉を遣わし敦煌兵500人を率い、戊己司馬の曹寛・西域長史の張晏と、焉耆国・亀茲国・車師前後部を率いて、3万余人を合わせ、疏勒国の楨中城を攻めたが、40余日して降せず、撤退した。

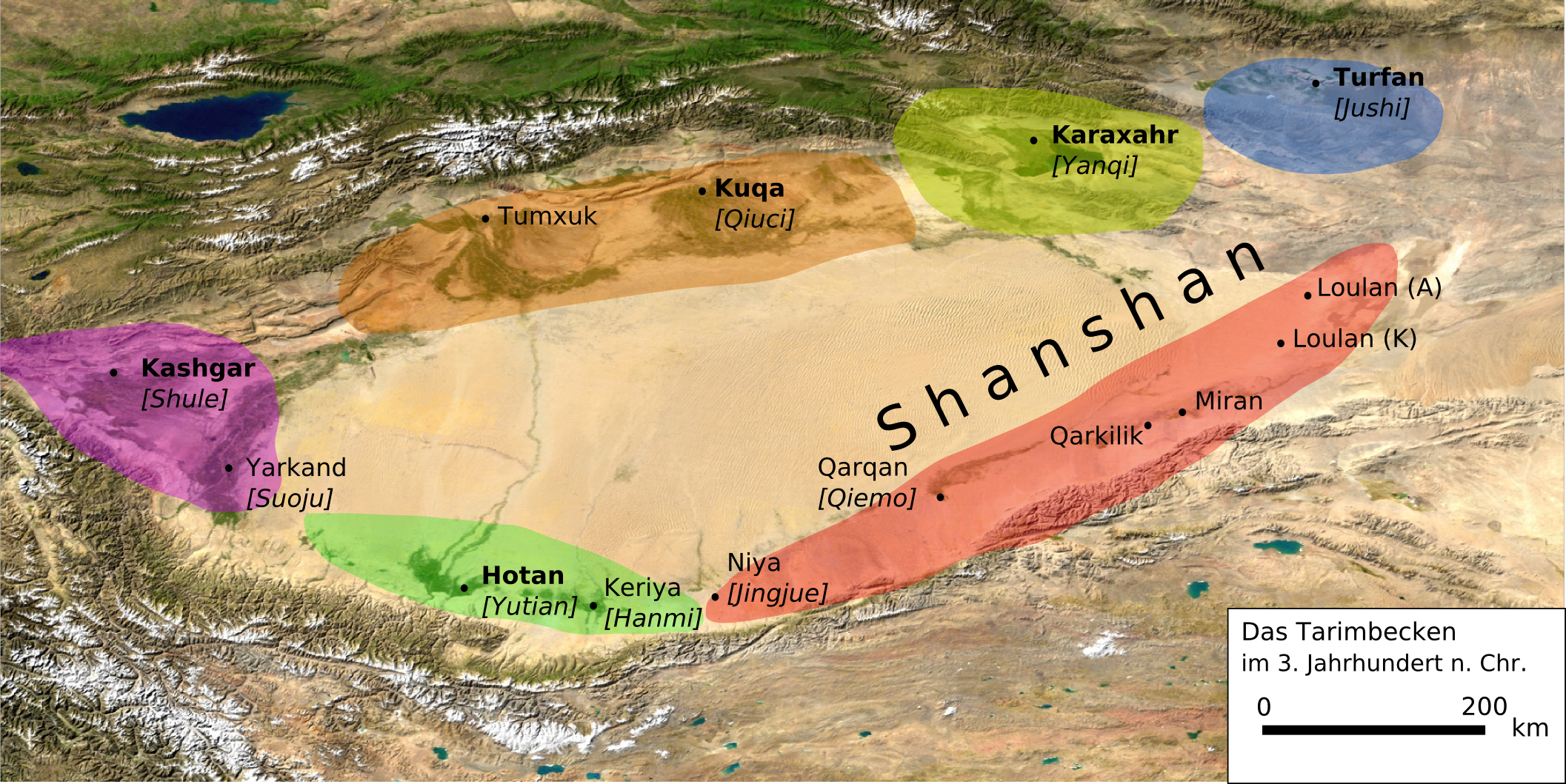
3世紀のタリム盆地。Kashgar=疏勒,Kuqa=亀茲,Karaxahr=焉耆,Turfan=高昌,Hotan=于闐,Shanshan=鄯善

### 三国時代
三国時代は姑墨国・温宿国・尉頭国を服属させていた。

### 晋の時代
太康年間（280年 - 289年）、亀茲王は子を遣わして入侍させた。恵帝・懐帝の末、中国が大乱（八王の乱・永嘉の乱）となると、亀茲国の遣使は方物を前涼の張重華に貢納した。前秦の苻堅（在位：357年 - 385年）の時期、苻堅は将軍の呂光に7万の兵を率いさせて亀茲国を征伐し、亀茲王の白純は国境を守って降ろうとしなかったので、呂光は進軍してこれを討平した。

### 北朝の時代

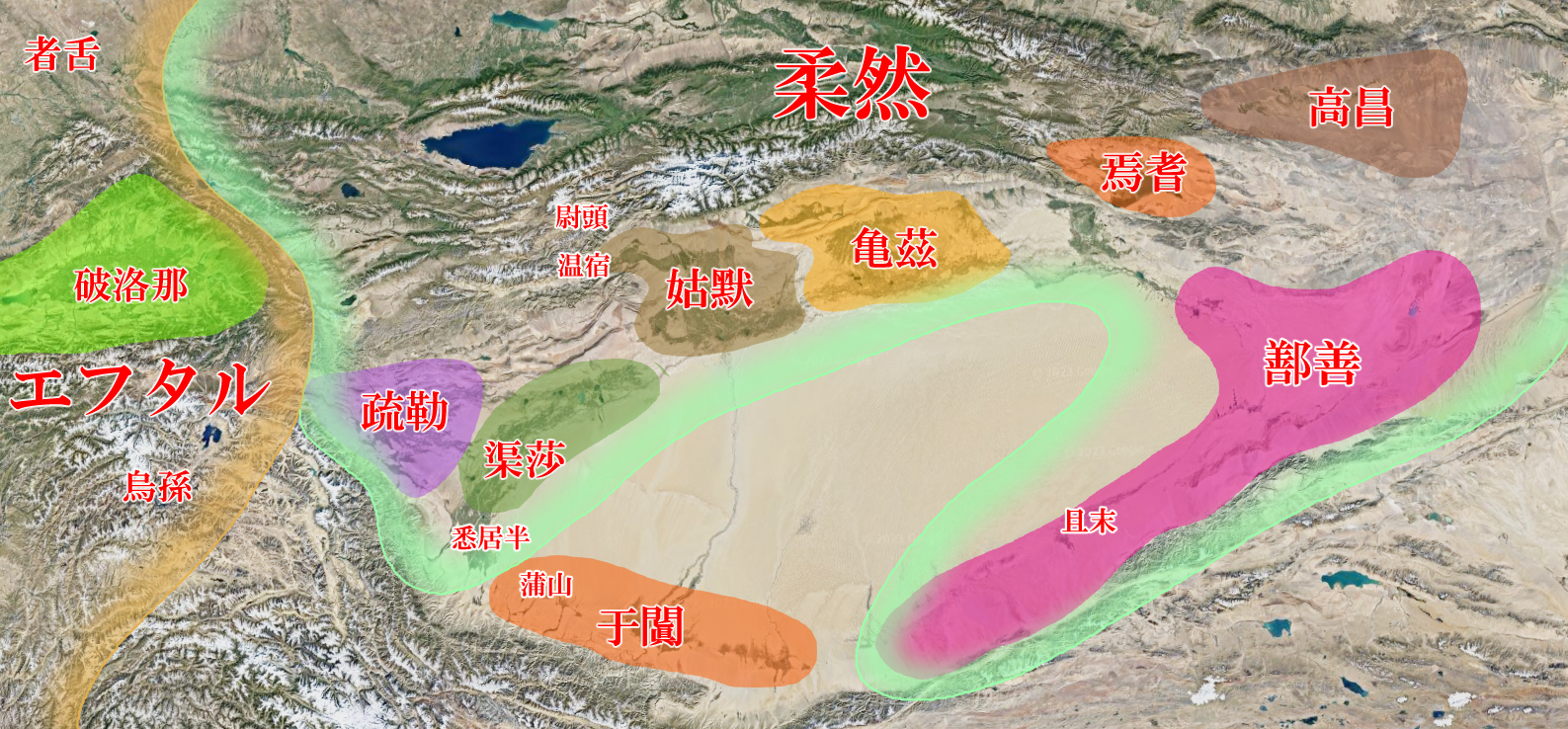
5世紀のタリム盆地の勢力図

北魏の太武帝（在位：423年 - 452年）は詔で万度帰に騎一千を率いさせて亀茲国を攻撃させ、亀茲国は烏羯目提らを遣わして領兵三千で防戦し、万度帰はこれを撃って敗走させ、200余級を斬首し、大いに駝馬（ラクダ）を獲得して帰還した。亀茲国はこの後、毎回遣使を送って朝貢するようになる。
北周の保定元年（561年）、亀茲王は北周に遣使を送って来献した。

### 隋の時代
隋の大業中（605年 - 618年）、亀茲王の白蘇尼咥は遣使を送って朝貢した。この時、亀茲国の兵力は数千人。

### 唐の時代

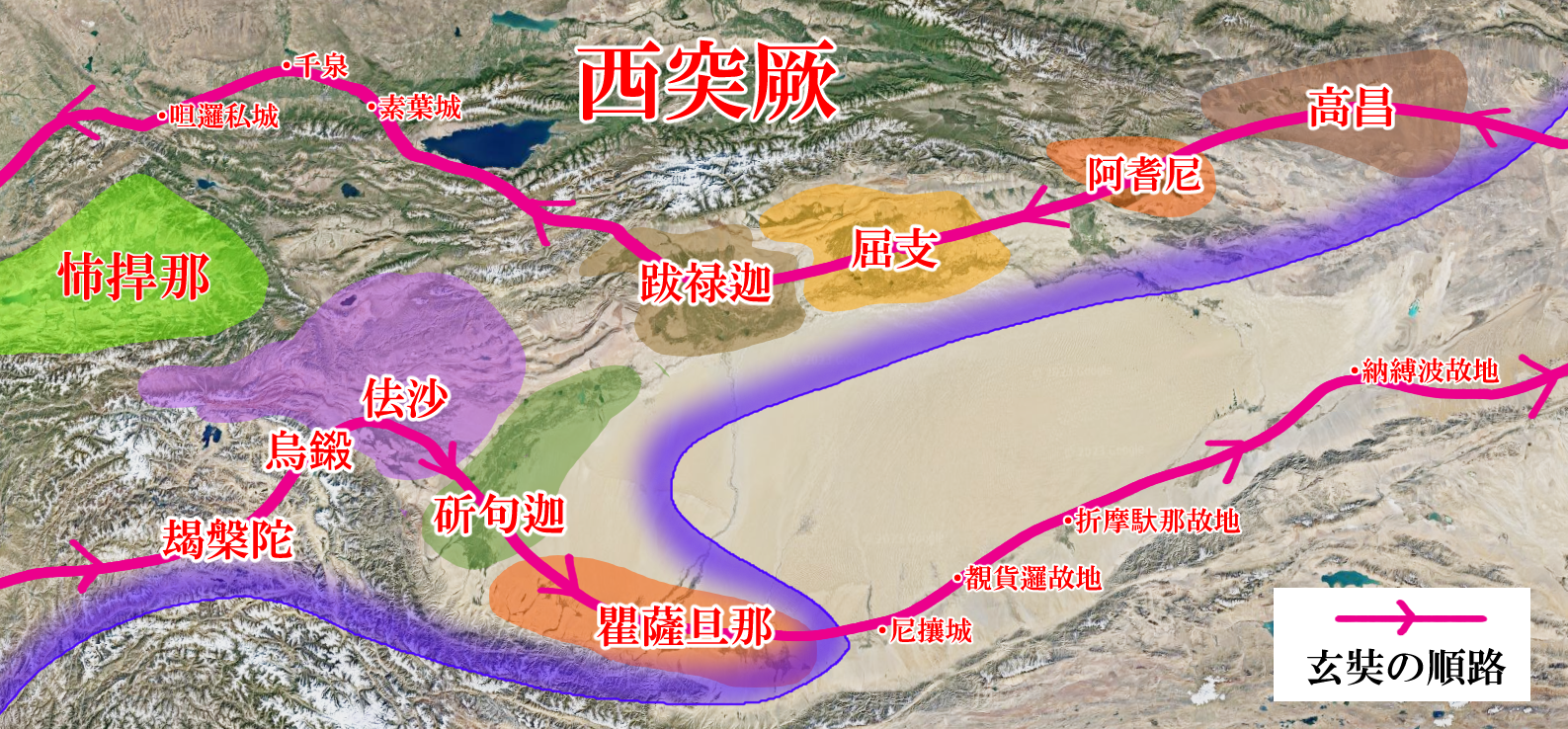
7世紀のタリム盆地（大唐西域記）

高祖李淵（在位：618年 - 626年）が即位すると、亀茲王の白蘇伐勃駃（そはつほつかい、スヴァルナプシュパ）は唐に遣使を送って入朝した。白蘇伐勃駃はまた、高昌国を出て亀茲国にまで辿り着いた玄奘三蔵を王都に迎え、60日間ほど歓待した。白蘇伐勃駃が死去すると、子の白蘇伐畳（そはつちょう、スヴァルナデーヴァ）が代立し、時健莫賀俟利発（しけん・バガ・イルテベル）と号した。
貞観4年（630年）、白蘇伐畳は遣使を送って馬を献上し、太宗（在位：626年 - 649年）は璽書を賜い、厚く撫慰し、これより朝貢は不絶となるが、西突厥にも臣従した。安西都護の郭孝恪が焉耆国を討伐すると、亀茲国は兵を派遣してこれを援助した。 
白蘇伐畳が死に、その弟の白訶黎布失畢（かれいほしつひつ、ハリプシュパ）が代立すると、次第に藩臣の礼を失っていった。
貞観20年（646年）、太宗は左驍衛大将軍の阿史那社爾を遣わして崑山道行軍大総管とし、安西都護の郭孝恪・司農卿の楊弘礼が率いる五将軍と、鉄勒の13部の兵10余万騎を発して亀茲国を討伐した。阿史那社爾は既に西突厥の処月種と処密種を破り、進軍してその北境に急行し、その不意をついて、西突厥所署の焉耆王は城を棄てて遁走し、阿史那社爾は軽騎でこれを追撃し捕えた。亀茲国は大いに震撼し、守将の多くは城を棄てて遁走した。阿史那社爾は磧石に進んで駐屯した。伊州刺史の韓威を遣わし千余騎を率いさせ前鋒とし、右驍衛将軍の曹継叔はこれに次いだ。西の多褐城に至ると、亀茲王と相遇し、その相の那利（なり）と将軍の羯猟顛（けつろうてん）らは、5万の衆がおり、逆に王師を防いだ。韓威は遁走をするふりをしてこれを引きつけ、亀茲王の俟利発は韓威の兵が少ないのを見て、衆を至らせる。韓威は30里も後退すると、曹継叔の軍と合流し、反撃に出てこれを大破した。亀茲王は都城まで退き、阿史那社爾は進軍してこれに迫り、亀茲王が軽騎で遁走したので、遂にその城を陥落させ、郭孝恪にここを守らせた。沙州刺史の蘇海政・尚輦奉御の薛万備を遣わして精騎でこれに迫り、600里行って亀茲王は窘急し、撥換城に退いた。阿史那社爾らは進軍してこれを包囲し、亀茲王及び大将の羯猟顛らを捕えた。その相の那利は免れ、密かに西突厥の衆を招き寄せてその国の兵万余人は郭孝恪を襲撃して殺した。倉部郎中の崔義起は曹継叔、韓威らとこれを撃ち、那利は敗走したが、亀茲人に捕えられる。前後してその大城五所を破り、男女数万を捕虜とした。阿史那社爾はよって亀茲王の弟の葉護（ヤブグ：官名）を立てて王とした。太宗は白訶黎布失畢を左武翊衛中郎将とし、那利以下には官を授けた。また、太宗は安西都護府を亀茲城に移し、郭孝恪を安西都護とし、于闐・疏勒・碎葉を統領させ、これを“四鎮”とした。
永徽元年（650年）、高宗（在位：649年 - 683年）は白訶黎布失畢を右驍衛大将軍とし、那利・羯猟顛とともに本国へ送還し、ふたたび亀茲王としてその余衆を治めさせた。
白訶黎布失畢は唐に入朝した。那利はその妻の阿史那氏と姦通し、亀茲王は我慢できず、左右の者はこれを殺すことを請い、これにより更に嫉み嫌った。使者の言状で、帝は那利を京師に召して捕え、亀茲王を還らせた。羯猟顛は遣使を送って阿史那賀魯に降り、亀茲王はあえて進まず、憂いて死んだ。詔で左屯衛大将軍の楊冑に出兵させて羯猟顛を捕えさせ、その地を亀茲都督府とし、更に子の白素稽（そけい）を立てて亀茲王とし、右驍衛大将軍を授け、都督とした。この年、亀茲等四鎮を棄てて、安西都護府を西州に移し、故に安西を西州都督府とし、左驍衛大将軍兼安西都護の麴智湛を拝して都督とした。
咸亨元年（670年）、吐蕃のガル・ティンリンツェンジュ（チベット語: མགར་ཁྲིང་འབྲིང་བཙན་བྲོད་）が羈縻十八州に侵攻し、于闐を率いて亀茲の撥換城を陥落させ、ここにおいて安西四鎮はすべて吐蕃に占領された。唐は詔で右威衛大将軍の薛仁貴を邏娑道行軍大総管とし、左衛員外大将軍の阿史那道真・左衛将軍の郭待封を副官として、総勢10万の大軍で吐蕃討伐にかかるが、大非川にて唐軍は敗北した。
上元年間（674年 - 676年）、白素稽は銀頗羅・名馬を献上した。
儀鳳年間（676年 - 679年）、吐蕃はふたたび焉耆以西を攻撃し、四鎮は陥落した。
武周の天授3年（692年）、亀茲王の延由跋（えんゆばつ）は唐に入朝。
長寿元年（692年）、武威軍総管の王孝傑・闕啜忠節は吐蕃を大破し、ふたたび亀茲・于闐等四鎮を手に入れ、ふたたび亀茲に安西都護府を置いた。しかし経営は難しく、四鎮を破棄する声もでたが、武則天は許さなかった。
その後安西都護は、武周に田揚名、中宗の時期に郭震、開元初年に張孝暠・杜暹が就任した。
開元7年（719年）、亀茲王の白莫苾（ばくひつ）が死に、子の白多匝（たそう）が立ち、孝節と改名。
開元10年（722年）、吐蕃が安西四鎮を攻略する。
開元18年（730年）、孝節（多匝）は弟の孝義を遣わして唐に入朝した。
貞元3年（787年）、吐蕃が沙陀族・回鶻（ウイグル）可汗国を攻撃し、北庭と安西は援護が無く遂に陥落した。
開成4年（840年）、回鶻可汗国が崩壊すると、のちに回鶻の残党によって亀茲回鶻（西州亀茲）が建てられた。

### 北宋の時代
天聖年間から景祐4年（1037年）までに、5人の入貢者がおり、最後は仏経一蔵を賜った。
熙寧4年（1071年）、李延慶と曹福に入貢させた。
熙寧5年（1072年）、また盧大明と篤都に入貢させた。
紹聖3年（1096年）、大首領の阿連撒羅ら3人に表章及び玉仏をもって洮西に至らせる。
以後、カラキタイ・ナイマン・モンゴルに征服され、次第に衰退し、砂漠に埋没してしまった。20世紀になって、多くの仏教遺跡が発見・発掘されている。

## 政治体制
古くから国王を戴く王国であり、王姓は白氏である。王治（首都）は延城。戸数：6970、人口：81317、兵士：21076人。大都尉丞・輔国侯・安国侯・撃胡侯・卻胡都尉・撃車師都尉・左右将・左右都尉・左右騎君・左右力輔君が各一人、東西南北部千長が各二人、卻胡君が三人、譯長が四人いた。南は精絶（せいぜつ、チャドータ）、東南は且末（しょまつ、チャルチャン）、西南は拘弥（こうび）、北は烏孫（うそん）、西は姑墨（こぼく、アクス）と接する。鋳造・鍛冶ができ、鉛がある。都護治所の烏塁城から東へ350里の位置にある。

## 刑法
殺人を犯した者は死刑、盗賊は肘と片足を切断する。

## 産業
饒銅・鉄・鉛・麖皮・氍毹・鐃沙・塩緑・雌黄・胡粉・安息香・良馬・犎牛などを産出。

## 民族・宗教
住民の多くは、トカラ語を話したトハラ人。古くから仏教信仰が盛んであり、なかでもキジル石窟は有名である。中国へ南北朝時代から唐代までの間に渡来した「白（帛）」姓の西域出身の僧の多くは、クチャの出身とされる。

## 言語・文字

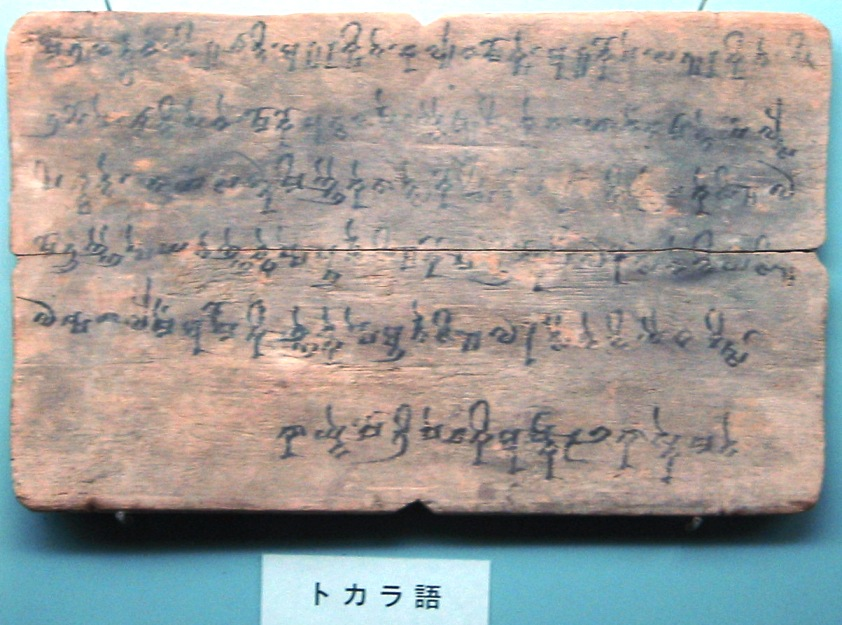
トカラ語が書かれた板（5～8世紀）。東京国立博物館

亀茲の言語は、インド・ヨーロッパ語族のケントゥム語派に属するトカラ語派のクチャ語（西トカラ語、トカラ語Ｂ）であったとされ、インド・ヨーロッパ語族の中でも孤立した特異な言語とされる。文字はインドのブラーフミー文字や、それに似たトカラ文字を使用した。

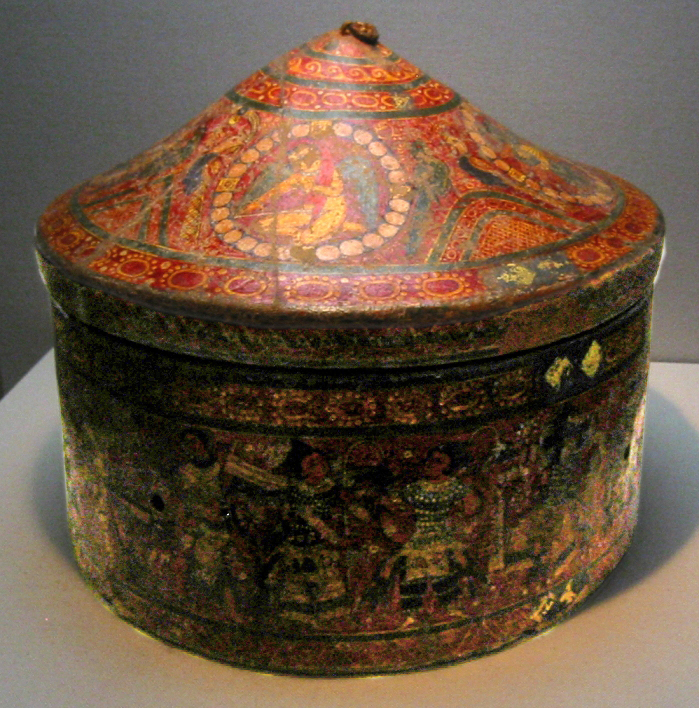
スバシ出土、舎利容器、東京国立博物館蔵

## 遺跡
- クムトラ石窟
- スバシ故城
- 亀茲古城

## おもな亀茲王
前漢の時代
- 絳賓（中国語版）
- 丞徳（中国語版）…絳賓の子

後漢の時代
- 則羅（中国語版）…莎車に立てられる
- 身毒…匈奴に立てられる
- 建（中国語版）…匈奴に立てられる
- 尤利多（中国語版）（？ - 91年）
- 白覇（中国語版）（91年 - ？）…班超に立てられる
- 白英（中国語版）

晋代
- 白山（中国語版）
- 龍会（中国語版）…焉耆王
- 白純（中国語版）
- 白震（中国語版）…純の弟

隋代
- 白蘇尼咥（中国語版）

唐代
- 白蘇伐勃駃（中国語版）
- 白蘇伐畳（中国語版）…蘇伐勃駃の子
- 白訶黎布失畢（中国語版）…蘇伐畳の弟
- 白？（葉護）…訶黎布失畢の弟
- 白訶黎布失畢…復位
- 白素稽（中国語版）…訶黎布失畢の子
- 延由跋（中国語版）
- 白莫苾（中国語版）
- 白多匝（中国語版）…莫苾の子

## 出身人物
- 鳩摩羅什

## 参考資料
- 『漢書』（西域伝）
- 『後漢書』（西域伝）
- （『三国志』）『魏略』西戎伝
- 『晋書』（四夷伝 西戎）
- 『魏書』（列伝第九十 西域）
- 『周書』（列伝第四十二 異域下）
- 『隋書』（列伝第四十八 西域）
- 『北史』（列伝第八十五 西域）
- 『旧唐書』（列伝第一百四十八 西戎）
- 『新唐書』（志第三十 地理四、列伝第一百四十六上 西域上）
- 『宋史』（列伝第二百四十九 外国六）
- 玄奘『大唐西域記』（水谷真成訳、平凡社、1999年）